# Metroplastica
La metroplastica (anche detta uteroplastica o isteroplastica) è un intervento chirurgico effettuato sull'utero, generalmente eseguito attraverso l'isteroscopia. 

## Indicazioni
La metroplastica isteroscopica è un intervento endoscopico utilizzato in caso di anomalie anatomiche della forma della cavità dell'utero, come l'utero setto, sub-setto (setto parziale) o arcuato (o “a sella”), che possono impedire l'impianto dello zigote e lo sviluppo di una gravidanza.
Consiste nel visualizzare per via isteroscopica il fondo uterino che presenta il setto o sub-setto e quindi procedere alla correzione attraverso un isteroresettore, con lo scopo finale di ottenere una cavità uterina adeguata ad accogliere il prodotto del concepimento e a ospitarlo fino al momento del parto.
L'esame delle varie casistiche porta alla conclusione che la totalità degli uteri setti o sub-setti può essere trattato con successo attraverso questa tecnica. Il tasso di gravidanze a termine ottenute dopo l'intervento oscilla tra il 70% e l'80%.

## Vantaggi rispetto alla chirurgia tradizionale
Questa tecnica presenta i seguenti vantaggi:
- la possibilità di eseguire l'intervento in regime di Day Hospital;
- l'assenza di cicatrici sulla parete addominale ed uterina;
- una morbosità intra e post-operatoria ridotta rispetto alla chirurgia tradizionale;
- un volume finale della cavità uterina non ridotto ma ampliato;
- la possibilità di iniziare una gravidanza solo dopo 1-2 mesi dall'intervento;
- maggiori probabilità di espletare il parto per vie naturali.

La metroplastica isteroscopica è attualmente considerata il miglior intervento per l'utero subsetto o setto nelle pazienti che hanno avuto aborti al primo o al secondo trimestre, parti prematuri, morte endouterina fetale o con sterilità inspiegata e fallimenti ripetuti di tecniche di procreazione assistita.

## Tecnica
In genere viene utilizzato un isteroscopio programmato per una isteroscopia operativa quindi idoneo a consentire il passaggio di strumenti chirurgici. Il diametro totale esterno di tali isteroresettori varia da 5,5 a 9 mm. Normalmente la cavità uterina è una cavità virtuale, pertanto per eseguire l'intervento essa va distesa. I mezzi di distensione più usati sono una soluzione contenente glicina o sorbitolo-mannitolo.
La rimozione del setto in genere viene effettuata con corrente elettrica per il taglio (80-100 W) ad alta frequenza mediante comuni elettrobisturi collegati a specifici terminazioni dell'isteroresettoscopio stesso. Il tempo più delicato dell'intervento è sicuramente quando bisogna arrestare la sezione per non danneggiare la parete fundica dell'utero (miometrio) e non provocare complicanze immediate come la perforazione o tardive come le sinechie uterine.
Del tutto recente è la proposta di eseguire la esatta misurazione ecografica pre-operatoria del setto (mediante ecografia 3D) al fine di fornire dei punti di riferimento in più all'operatore. Attualmente c'è quasi unanime accordo sia sulla non necessità di una preparazione ormonale pre-operatoria, eseguita fino a pochissimo tempo fa, sia sulla non somministrazione di qualsiasi terapia post-operatoria. L'unico accorgimento importante è quello di effettuare un follow-up isteroscopico a distanza di 1-2 mese dall'intervento.

## Risultati
I buoni risultati post-metroplastica in termini di tasso di gravidanze a termine e di parti spontanei è probabilmente da ricollegarsi alla migliore vascolarizzazione del tessuto fundico uterino (per la eliminazione del tessuto fibroso poco vascolarizzato del setto o  subsetto) e, quindi, ad un adeguato sviluppo endometriale che porta ad un buon impianto della placenta nelle gravidanze successive alla metroplastica isteroscopica.